# محوطه ورودی دره زنجیره
محوطه ورودی دره زنجیره مربوط به دوران پیش از تاریخ ایران باستان تا دوران‌های تاریخی پس از اسلام است و در شهرستان چرداول، روستای زنجیره علیا واقع شده و این اثر در تاریخ ۱۴ مرداد ۱۳۸۲ با شمارهٔ ثبت ۹۴۹۷ به‌عنوان یکی از آثار ملی ایران به ثبت رسیده است.